# Pandinops pococki
Espèce
Synonymes
- Pandinus pococki Kovařík, 2000

Pandinops pococki est une espèce de scorpions de la famille des Scorpionidae.

## Distribution
Cette espèce est endémique de Mudug en Somalie. Elle se rencontre vers Jariban.

## Description
Le mâle holotype mesure 93,0 mm.

## Systématique et taxinomie
Cette espèce a été décrite sous le protonyme Pandinus pococki par Kovařík en 2000. Elle est placée dans le genre Pandinops par Rossi en 2015.

## Étymologie
Cette espèce est nommée en l'honneur de Reginald Innes Pocock.

## Publication originale
- Kovařík, 2000 : « Pandinus (Pandinops) pococki sp. n. from Somalia, and Pandinus pugilator, a junior synonym of Pandinus (Pandinops) bellicosus comb. n. (Scorpiones, Scorpionidae). » Serket, vol. 7, no 1, p. 1–7 (texte intégral).